# Sarkofag
Sarkofag je škatlasta pogrebna krsta za truplo, najpogosteje izklesana iz kamna in stoji nad zemljo, lahko pa je tudi zakopana. Beseda »sarkofag« izhaja iz grške σάρξ sarx in pomeni "meso" ter φαγεῖν phagein pomen "za jesti", torej sarkofag pomeni "meso jesti"; od sarkophagos phrase (λίθος σαρκοφάγος). Ker lithos v grščini pomeni kamen, lithos sarcophagos pomeni "meso je kamen". Beseda se nanaša tudi na posebno vrsto apnenca, za katerega so mislili, da razgradi meso trupel položeno v njem. 

## Zgodovina
Sarkofag so prvotno imenovali neb-ankh po starih Egipčanih, kar se danes običajno prevede kot "gospodar življenja" ali "posestnik življenja".  Po Wilsonu, Khonsura A. v Enciklopediji afriške religije, se izraz prav tako lahko uporablja kot "(osebni in / ali častni) naziv ali (...) (lahko) nanaša na najbolj cenjeno posest". 
Sarkofagi so bili največkrat namenjeni namestitvi na površju. V starem Egiptu je sarkofag oblikoval zunanjo plast zaščite za kraljevo mumijo, z več plastmi krste ugnezdenimi znotraj in je bil pogosto izklesan iz alabastra. Vsi so bili okrašeni s poslikanimi ali izrezljanimi podobami pokojnika.
Sarkofag Hagia Triada je kamnit sarkofag dovršeno poslikan s freskami; kasnejši slog starogrškega sarkofaga iz barvane lončenine je Klazomenijski sarkofag, poimenovan po Jonskem grškem mestu Klazomenai, kjer so našli večino primerov med 550 in 470 pr. n. št. Narejeni so iz grobe gline v odtenkih rjave do roza. Dodani so bili v glavni sarkofag, ki je bil širok, pravokoten okvir, pogosto prekrit z belo in nato pobarvan. Ogromna Lycianova grobnica iz Payava, sedaj v Britanskem muzeju, je kraljeva grobnica iz okoli 360 pr. n. št., zasnovana na prostem in je velik primer Lycianovega sloga.
Etruščani so postavljali sarkofage v skupinah, v zgrajenih podzemnih grobnicah, pogosto s portreti v kamnu ali keramiki, pokojnika ležečega na privzdignjenem komolcu na pokrovu, kot da bi jedel. Najbolj znan je Sarkofag zakoncev (6. st. pr. n. št.), ki je zdaj v Louvru. Kar je nenavadno je, da ju prikazuje skupaj.
Starodavni rimski sarkofagi, včasih kovinski ali apnenčasti, so bili priljubljeni od Trajana dalje  in so pogosto dovršeno izrezljani. Uporabljali so jih, dokler zgodnjekrščanske navade pokopa v zemljo niso prevladale. Kljub temu obstajajo številni pomembni zgodnjekrščanski sarkofagi iz 3. do 4. stoletja.
Večina rimskih primerkov sarkofagov je bila namenjena namestitvi ob steno in so obdelani le na treh straneh. Sarkofage so še naprej uporabljali v krščanski Evropi za pomembne osebnosti, zlasti vladarje in vodilne cerkvene osebnosti. V visokem srednjem veku so bili pogosto upodobljeni v ležečem položaju na pokrovu. Več sarkofagov so postavili v grobnice, od katerih je najbolj znan primer habsburška cesarska grobnica na Dunaju, Avstrija. Manj pogosto so se uporabljali v srednjem veku, renesansi in pozneje.
V zgodnjem modernem obdobju je postal problem pomanjkanje prostora. Sarkofagi so bili postavljeni v grobnice in so bili pogosto lažni, prazni, pokopi so bili izvršeni v  zemljo na pokopališčih in ob cerkvah.

## Združene države Amerike
Sarkofagi, običajno lažni so se vrnili na pokopališča v Ameriki v zadnji četrtini 19. stoletja. V tem času je podjetje v New Yorku, ki je zgradilo sarkofage, "bilo nedvomno najbolj razširjena oblika spomenikov na našem pokopališču«.  Kljub dragemu vzdrževanju je katalog iz leta 1952 še vedno vključeval 8 strani predlogov, razdeljene v različne sloge.

## Azija
V delti Mekonga v jugozahodnem Vietnamu je navada, da ima družina svoje sarkofage v bližini svojih domov, kar omogoča enostaven dostop obiskovalcem in je del avtohtone tradicije čaščenje prednikov.

## Galerija
- Lid of a Sarcophagus. židovsko pokopališče, Tura, Egipt. pozna država (664-332 pr. n. št.), Brooklyn Museum
- Rimski sarkofag v Marcianopolisu
- Amazonomachy, marmorni sarkofag, Arheološki muzej Solun
- Roman sarcophagus from Salona
- Moabitski sarkofag v Jordanskem arhaeološkem muzeju v Ammanu, Jordanija
- Etruščanski sarkofag Spousesa, 6. st. pr. n. št., National Etruscan Museum.
- Galsko-rimski krščanski sarkofag, Rignieux-le-Franc (Ain), konec 4. st., Louvre.
- Detajl kamnitega sarkofaga v Carigrajskem arheološkem muzeju kaže sceno lova.
- Robert Todd Lincolnov sarkofag na Arlington National Cemetery
- Sarkofag, ki prikazuje rojstvo Dioniza v Walters Art Museum.
- Družinski sarkofag v delti Mekonga, Vietnam.
- Sarkofag Juniuss Bassuss, marmor, Rim, okoli 359.
- Etruščanski sarkofag Seianti Hanunia Tlesnasa v British Museum.